# Referèndum ucraïnès de 1991
|  | No s'ha de confondre amb el referèndum ucraïnès celebrat el desembre del mateix any. |

El referèndum sobre la sobirania d'Ucraïna es va celebrar el 17 de març de 1991, en el marc del primer i únic referèndum de la Unió Soviètica. En tota la República Socialista Soviètica d'Ucraïna es van fer dues preguntes als votants, amb una pregunta addicional adjunta a la papereta a la regió històrica de Galítsia, que inclou les províncies ucraïneses d'Ivano-Frankivsk, Lviv i Ternòpil.
El referèndum va seguir la Declaració de Sobirania Estatal d'Ucraïna realitzada pel parlament de la república el 16 de juliol de 1990. Al desembre de 1991, Ucraïna va celebrar el seu referèndum d'independència, en el qual el 92,3% dels votants va aprovar la declaració d'independència del 24 d'agost.